# Teano
Teano (AFI: /teˈano/, Tiánë in dialetto teanese) è un comune italiano di 11 049 abitanti della provincia di Caserta in Campania.
Città di origine osca, è l'antica Teanum Sidicinum capitale dei Sidicini, così chiamata per distinguerla dall'omonima città pugliese Teanum Apulum. Anticamente conosciuta come porta della Campania in virtù della sua posizione geografica, è famosa per essere stata teatro dello storico incontro tra Giuseppe Garibaldi e il re Vittorio Emanuele II, avvenuto nel 1860, per cui viene spesso definita anche culla dell'Unità d'Italia.
Sita alle porte del parco regionale di Roccamonfina-Foce Garigliano, è sede della diocesi di Teano-Calvi.

## Geografia fisica

### Territorio
Con un'ampiezza di 89,43 km² è il secondo comune della provincia di Caserta per estensione territoriale, e il quattordicesimo della regione.
Il territorio sidicino, prevalentemente collinare, si sviluppa sulle pendici del massiccio vulcanico di Roccamonfina, il più antico vulcano della Campania e quarto vulcano italiano per superficie, nel territorio compreso tra la valle del fiume Savone e quella del torrente Rio Messera, ed è compreso nel parco regionale di Roccamonfina-Foce Garigliano, istituito nel 1999.

### Clima
Il clima è tipicamente mediterraneo e temperato, caratterizzato da estati calde e inverni non molto lunghi, in cui le precipitazioni abbondano.
| Teano              | Mesi | Mesi | Mesi | Mesi | Mesi | Mesi | Mesi | Mesi | Mesi | Mesi | Mesi | Mesi | Stagioni | Stagioni | Stagioni | Stagioni | Anno |
| Teano              | Gen  | Feb  | Mar  | Apr  | Mag  | Giu  | Lug  | Ago  | Set  | Ott  | Nov  | Dic  | Inv      | Pri      | Est      | Aut      | Anno |
| ------------------ | ---- | ---- | ---- | ---- | ---- | ---- | ---- | ---- | ---- | ---- | ---- | ---- | -------- | -------- | -------- | -------- | ---- |
| T. max. media (°C) | 10,5 | 11,3 | 13,9 | 17,3 | 21,7 | 26,3 | 29,2 | 28,8 | 25,6 | 20,7 | 15,4 | 12,5 | 11,4     | 17,6     | 28,1     | 20,6     | 19,4 |
| T. min. media (°C) | 4,3  | 4,7  | 6,5  | 9,4  | 12,7 | 16,6 | 18,8 | 18,7 | 16,5 | 12,8 | 9,0  | 6,5  | 5,2      | 9,5      | 18,0     | 12,8     | 11,4 |

## Storia
Il territorio era stato frequentato in epoca protostorica e la città venne fondata nel IV secolo a.C. come capitale dal popolo italico dei Sidicini, facente parte degli Osci: a quest'epoca sono attribuiti i resti tuttora esistenti delle mura pre-romane.
La città era situata in posizione strategica sulla via Latina (odierna Via Casilina), tra Suessa e Cales.
Nel 340 a.C. i Sidicini furono alleati con i Latini e i Campani contro Roma, nella guerra latina.
Si oppose agli attacchi dei Sanniti prima e dei Romani dopo. Con la conquista romana, Teano divenne quindi municipio romano (Teanum Sidicinum) con propria monetazione. Ottenne lo stato di colonia sotto Augusto.
Secondo Strabone era in epoca augustea la maggiore città della parte interna della Campania dopo Capua.

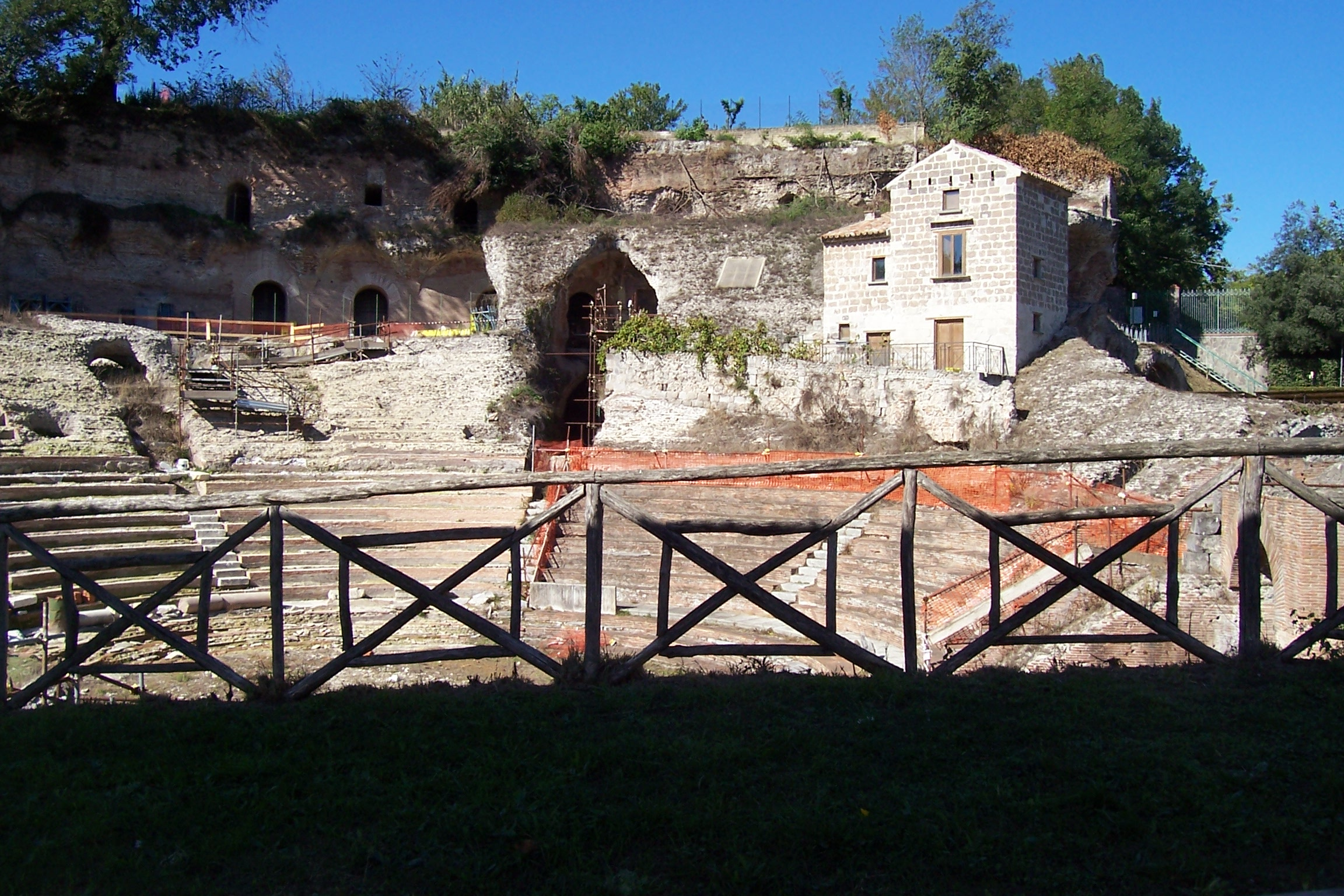
il teatro romano

In questo periodo, di grande sviluppo urbanistico, si estese dalla sommità del colle verso la pianura, e si arricchì di edifici pubblici: un anfiteatro, un foro, un teatro - tempio di età tardo repubblicana e ampliato nella media età imperiale, con capienza stimata a circa 5000 persone, templi e strutture termali.
Nella prima metà del IV secolo divenne sede episcopale, soppressa tuttavia nel periodo tra il 555 e l'860. Fu espugnata nel 594 dai Longobardi del duca Arechi I, e fu sede di una contea longobarda e insediamento militare a guardia del confine. Fu governata in quest'epoca da un gastaldo, dipendente da Capua (Landenolfo, il nipote Ajenardo, Adelgisi e Maginolfo si successero nella carica nel corso del IX secolo). Dopo aver fatto parte della contea di Capua, Teano e Caserta (Pandenolfo), fu quindi contea indipendente dal 981, sotto Landolfo e Gisulfo, figli di Pandenolfo.
Nel IX secolo vi si trovavano tre monasteri benedettini. Nel monastero di San Benedetto si rifugiarono temporaneamente i monaci dell'abbazia di Montecassino, in seguito alla distruzione della loro sede (22 ottobre 883) e all'uccisione dell'abate Bertario per mano dei Saraceni. I monaci portarono con loro parte del tesoro abbaziale e l'originale della regola scritta dal fondatore e per circa 30 anni rimasero a Teano, finché un incendio distrusse il monastero e la regola.
Nella curia comitale di Teano vennero redatti due dei quattro Placiti cassinesi (probabilmente tra i primissimi documenti scritti in lingua italiana), il "Placito di Teano dell'anno 963" e il Memoratorio, conservati nell'archivio storico dell'abbazia di Montecassino conseguentemente al rientro dei benedettini, che li portarono con loro.
Federico II, dopo la sua incoronazione ad imperatore, rese demaniali le città di Sessa Aurunca, Teano e Mondragone. Successivamente, mentre Federico era impegnato in Siria per la crociata, l'esercito papale ne approfittò per impadronirsi con la forza di Teano, Calvi e tutte le "terre dei figli di Pandolfo", cioè del territorio dell'antica contea longobarda di Teano.
L'imperatore, ritornato in Italia nel 1229, riconquistò le città e nell'ottobre dello stesso anno le truppe del pontefice, di stanza a Teano, si arresero a Federico.

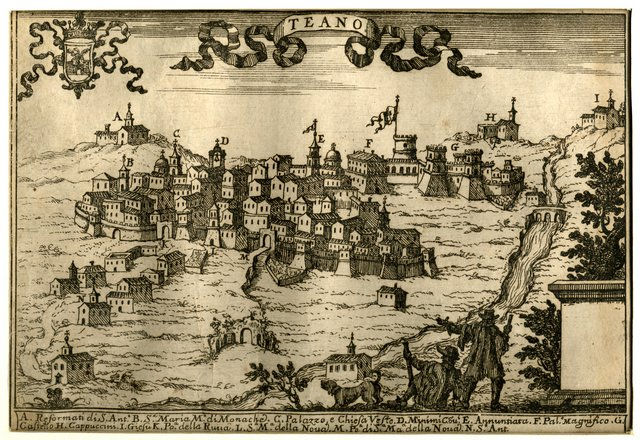
Stampa del 1703 rappresentante la città come appariva all'epoca

Successivamente Teano fu feudo di grandi famiglie: Marzano, Carafa, Borgia, Caetani.
La Porta bronzea esposta nel Maschio Angioino, opera del XV secolo commissionata da Ferrante d'Aragona, nei primi due quadranti illustra l'agguato e la difesa di Ferrante a Torricella relativi alla congiura dei baroni, tramata nel 1485.

### Unità d'Italia
Teano è conosciuta universalmente come la "città dello storico incontro" e per anni si è ritenuto che il 26 ottobre 1860 si sarebbe svolto, presso il ponte di Caianello, odierno ponte San Nicola, nella frazione di Borgonuovo, lo storico incontro tra Giuseppe Garibaldi e Vittorio Emanuele II. La precisa località in cui l'incontro avvenne è stata ed è argomento di discussione.
L'incontro è entrato nella storia d'Italia ed ebbe il significato di un'adesione del generale che aveva guidato la spedizione dei Mille alla politica di casa Savoia. Un'adesione che deludeva le aspettative di coloro che auspicavano una repubblica meridionale tesa alla conquista di Roma.

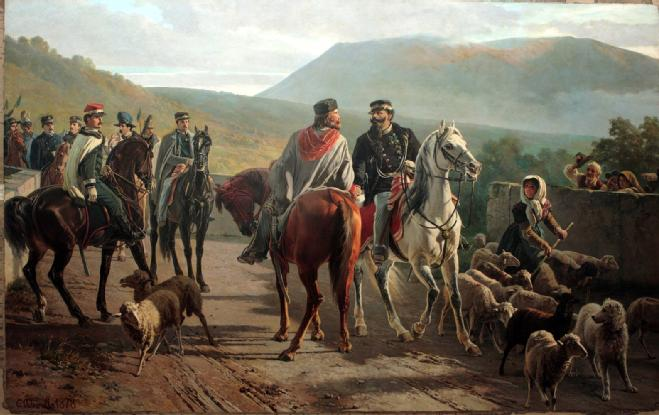
Ritratto dell'incontro dipinto dal pittore Carlo Ademollo

### Simboli
Lo stemma della città viene così descritto: D'azzurro, al castello chiuso, torricellato, merlato e fabbricato d'argento e di nero, sormontato dall'aquila imperiale, terrazzato di verde.
Il castello è simbolo di podestà feudale e l'aquila di potenza e vittoria, usata nella sua rappresentazione più antica, cioè nel colore naturale.
Le figure sono inserite in uno scudo ovale.
Il gonfalone è un drappo di azzurro.

## Monumenti e luoghi d'interesse

### Resti sidicini
All'epoca preromana si riferiscono varie necropoli (di Carrano, del Fondo Ruozzo, di Orto Ceraso, di Gradavola, di Torricelle), le cui tombe hanno restituito numerosi materiali pertinenti ai corredi funerari, inclusi gioielli.
L'area in cui sorse il santuario urbano di Iuno Popluna detto "di Loreto" era già frequentata come luogo sacro nel VI secolo a.C. e intorno al 490 a.C. furono edificati i primi edifici di culto associati ad altari. Il santuario venne notevolmente trasformato nel corso del III secolo a.C., assumendo un aspetto scenografico con la realizzazione di grandi terrazze abbellite da templi, portici, fontane e ingressi monumentali. Tale sistemazione fu completata nel corso del II e I secolo a.C. Il culto continuò anche in età imperiale. Un altro grande santuario è localizzato nella località Masseria Soppegna, in un'area, quindi, extraurbana che occupava la sommità di un pianoro delimitato su due lati dal fiume Savone e da un suo affluente. A partire dalla fine del VI - inizi del V secolo a.C. fu costruito un tempio con pareti in blocchi di tufo decorate da pilastri coronati da capitelli ionici con fiore di loto tra le volute. Dal tetto di questo edificio provengono delle antefisse con testa femminile entro un fiore di loto, che si alternano a teste di Gorgone. Nel santuario si celebravano riti connessi al passaggio dall'età infantile a quella adulta sotto la protezione di Popluna, massima divinità celebrata nel santuario. Alla fine del III secolo a.C., forse nel corso delle scorrerie di Annibale avvenute nel 212 a.C., il santuario subendo gravi danni fu abbandonato per circa cento anni. Verso la fine del II e gli inizi del I secolo a.C., l'intero complesso sacro fu sottoposto a una monumentale risistemazione con la realizzazione di scenografici terrazzamenti rivolti verso il Savone.
I doni votivi provenienti dai santuari urbani e extraurbani, così come i ricchi corredi funebri rinvenuti nelle varie necropoli, sono esposti dal 2001 nel Museo archeologico di Teanum Sidicinum, che ospita anche reperti di età romana.

### Resti romani

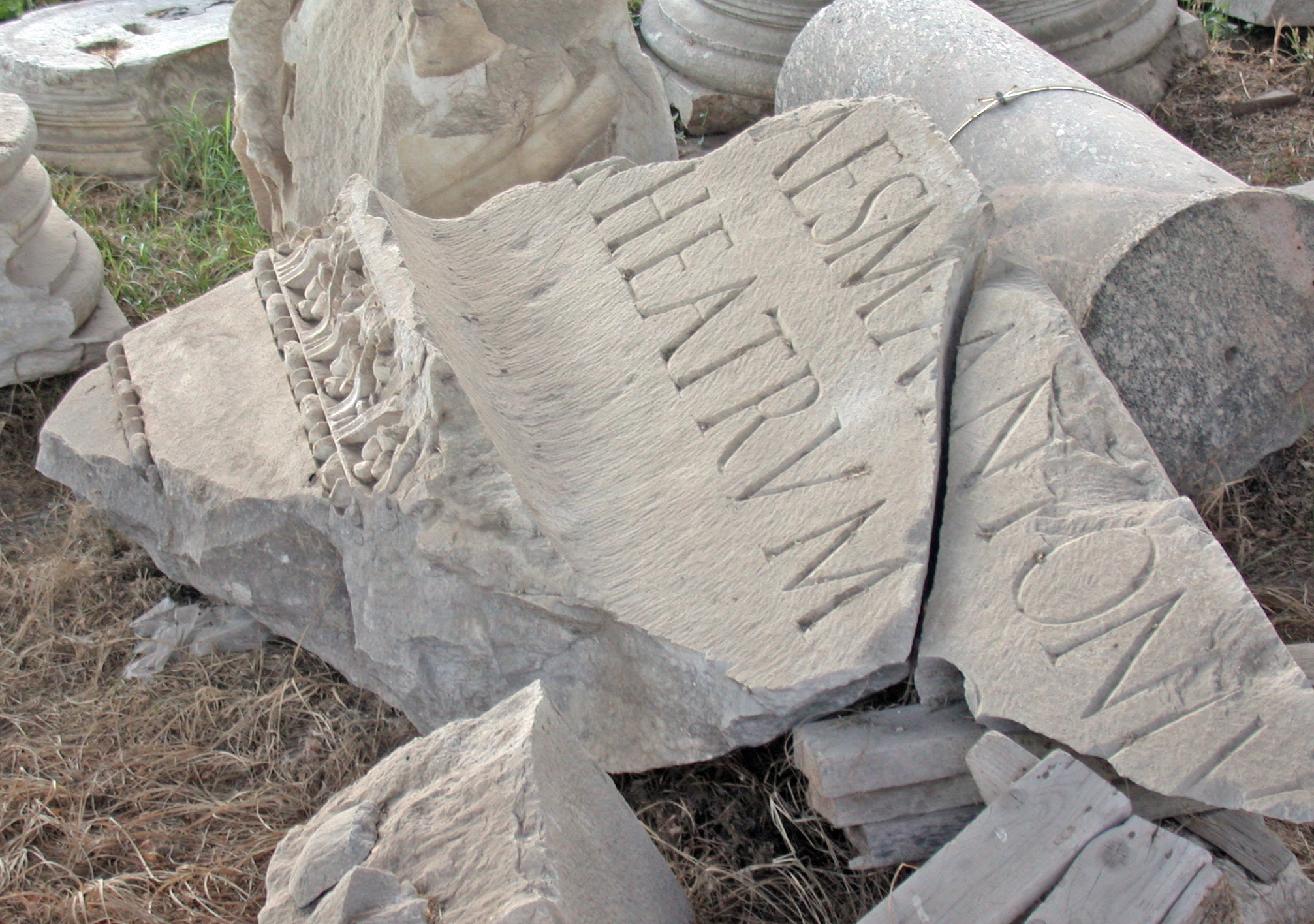
Resti dell'iscrizione dedicatoria sul fregio della scena di epoca severiana del teatro

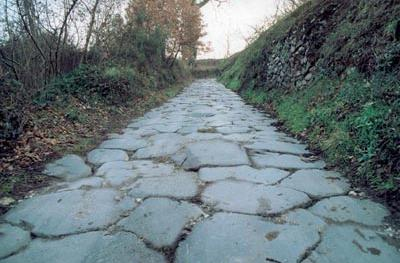
Variante della via Adriana presso Teano

L'edificio pubblico più significativo che si è conservato dall'età romana è il grandioso teatro - tempio in località "Grotte", probabilmente dedicato ad Apollo come sembra evincersi da una mensa di altare in calcare che riporta un'iscrizione in osco in cui un magistrato locale dona alla predetta divinità. L'edificio venne costruito alla fine II secolo a.C. in opera incerta e blocchi di tufo e si tratta del più antico teatro d'Italia interamente sostenuto da muri radiali e volte rampanti.
È stato individuato poco lontano dal sito del teatro, anche un anfiteatro, ancora sepolto, che avrebbe dimensioni imponenti, tanto che il diametro maggiore supererebbe i 100 m.
Sono presenti inoltre resti molto ben conservati della via Adriana.

### Edifici medievali
All'epoca medievale risalgono molti edifici, posti sulla sommità del colle che sovrasta la valle, sul sito dell'antica città romana.

### Cattedrale

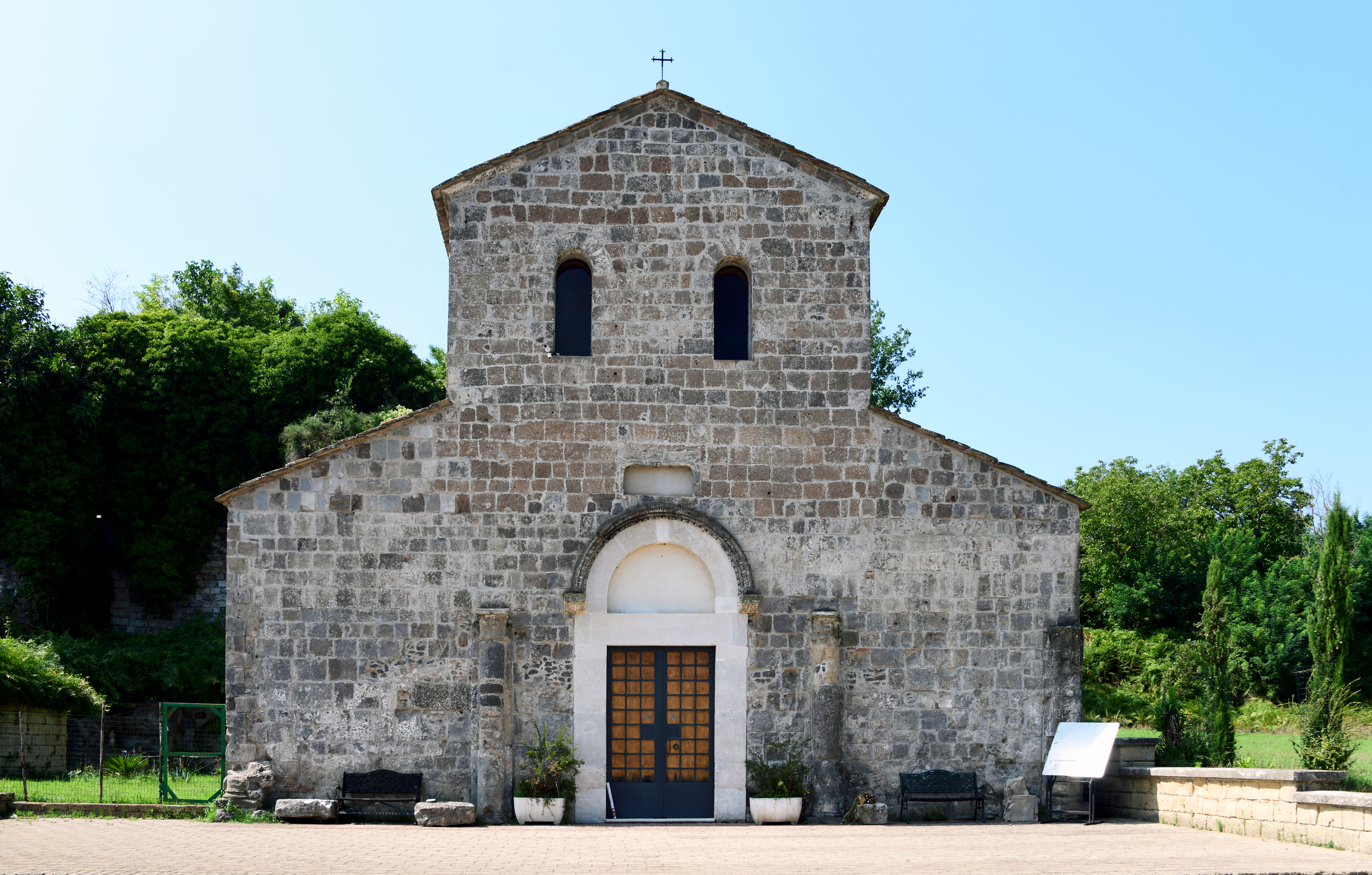
San Paride ad Fontem

La chiesa di San Paride ad Fontem (o San Paride fuori le mura), che la tradizione vuole come prima cattedrale della città, è collocata nella parte bassa della città antica in prossimità del fiume Savone. L'attuale chiesa risale al XII secolo, si presenta all'esterno con una facciata tripartita, con corpo centrale più alto rispetto ai due laterali. Sprovvista di campanile, presenta un unico portale d'accesso ed è completamente costruita in tufo locale. L'interno si articola in tre navate, scandite da pilastri; la navata centrale si conclude in un'abside. Nella parte posteriore dell'altare vi sono affreschi ritraenti il mito di Paride e il dragone. Deve il suo nome alla vicinanza di una sorgente, che veniva utilizzata come fonte battesimale.
I lavori per la costruzione di una nuova cattedrale vennero iniziati dal vescovo Guglielmo nel 1050 per rimpiazzare la vecchia, posta al di fuori delle mura cittadine, e completati nel 1116 ad opera del vescovo Pandulfo.
In stile romanico l'edificio si presenta a tre navate, con colonne e capitelli di reimpiego di varia origine. La facciata fu in seguito arricchita da un porticato a tre arcate, poste in corrispondenza dei portali di accesso. Dietro l'arco trionfale l'abside venne demolita per l'ampliamento del presbiterio dove venne collocato un coro ligneo e che venne coperto con una cupola (non visibile dall'esterno perché posta all'interno del tiburio).
Il 6 ottobre 1943 la cattedrale venne distrutta da bombardamenti alleati: si salvarono il coro di legno, in seguito restaurato, il pulpito e un Crocefisso. Nello stesso bombardamento andarono distrutti anche il palazzo vescovile e il seminario. La cattedrale fu riedificata in stile neo-romanico.
All'interno della cripta della cattedrale, è situato il museo diocesano, che ospita anche numerose reliquie.

### Altre chiese e conventi
- Ex Chiesa di San Benedetto, di epoca carolingia: apparteneva ad un complesso monastico sorto nella prima metà del IX secolo presso la via Latina (odierna Casilina su un primo nucleo benedettino insediatosi forse già nel VI secolo. La chiesa ha tre navate, ciascuna terminante con un'abside, con decorazioni in mattoni sull'esterno. La pianta è tipica delle chiese benedettine di epoca carolingia in Campania. La chiesa reimpiega colonne e capitelli corinzi, forse pertinenti ad un tempio dedicato a Cerere[senza fonte]. Venne restaurata dal cardinale Perrellio nel 1750 e ancora nel 1876.
- Chiesa di Santa Maria de Intus apparteneva a un convento femminile fondato nell'860, restaurato nel 1174 e rimaneggiato alla metà del XVIII secolo. Attualmente in pessime condizioni e in attesa di un degno restauro.
- Monastero femminile di Santa Reparata, fondato forse nel IX secolo venne soppresso nel XVI secolo a causa della sua posizione extraurbana.
- Convento del santuario di Sant'Antonio, fondato nel 1427, con chiostro tardo-gotico
- Monastero di Santa Caterina, forse fondato nel 1554 da Clarice Orsini, principessa di Teano.
- Chiesa di Santa Maria La Nova: edificata in forme romaniche per rimpiazzare una cappella sorta intorno al venerato quadro della Madonna della Quercia. Il campanile pure in stile romanico presenta un doppio corpo quadrangolare a cui si sovrappone un terzo piano ottagonale e una cuspide piramidale. La chiesa ospita l'antico altare della cattedrale. Nella piazza antistante la chiesa, si trova la fontana che un tempo abbelliva la piazza del Duomo.
- Chiesa di San Francesco, un tempo parte di un convento (la restante parte del complesso ospita oggi il municipio), recentemente restaurata e riaperta al pubblico: si presenta con una facciata neo-gotica e interno ad unica navata, decorata da stucchi e dipinti, sovrastata da un soffitto a cassettoni dorato.
- Ex chiesa dell'Annunziata: conserva il campanile, simbolo della città ed è ad un'unica navata, decorata con stucchi bianchi e celesti. Nello spazio che un tempo sovrastava l'altare, si erge la cupola, ricostruita dopo il crollo avvenuto durante la seconda guerra mondiale. La struttura è attualmente destinata ad esposizioni e manifestazioni di vario genere.
- Chiesa di Sant'Antonio Abate, con resti di affreschi del XV secolo;
- Ex chiesa di San Pietro in Aquariis, di origine paleocristiana, ma completamente ricostruita nel XIV secolo. Vi si conservano resti di affreschi bizantini. Portone opera d'intaglio del XVII secolo e un campanile raro esempio di architettura bizantineggiante.
- Ruderi monastero Santa Maria De Foris X secolo in via calata omonima, era a tre navate e vi si accedeva per un portico in stile lombardo. Comprendeva ospedale civile e tre cortili con fontane ed alberi
- Chiesa di San Michele ex San Marco XVIII secolo
- Chiesa di Santa Maria Celestina XVI secolo
- Chiesa di Sant'Agostino XIV secolo
- Chiesa di Santa Maria delle Grazie o San Cosma e Damiano a Porta napoletana

### Fortezza

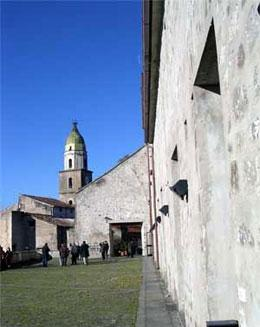
Terrazza dell'edificio monumentale del Loggione (Cavallerizza)

Alla fine del VI secolo nel punto più elevato dell'abitato sorse un accampamento fortificato longobardo, che sotto Arechi II venne trasformato in fortezza con la costruzione di una singola torre circondata da annessi (fine dell'VIII secolo). La torre riutilizza blocchi di spoglio provenienti da edifici più antichi, più grandi nei filari inferiori, con blocchi in tufo di completamento. Il castello venne ampliato nel IX secolo sotto il gastaldo Landenolfo e dovette subire restauri e rifacimenti a seguito della conquista da parte dei Normanni nel 1063.
Nell'area del castello venne edificato dalla famiglia Marzano nel XIV secolo il complesso detto del "Loggione cavallerizzo", con grande sala a due navate coperta da volte a crociera, utilizzata come tribunale o sala d'armi. I piani superiori, ancora visibili nel XVII secolo crollarono in seguito ad un terremoto, lasciando oggi un ampio terrazzo panoramico. Il grande salone del loggione ospita oggi il Museo archeologico di Teanum Sidicinum, aperto al pubblico nel marzo 2001, mentre sulla terrazza panoramica ogni anno si svolge la manifestazione musicale Teano Jazz.

### Palazzo Caracciolo de Gemmis
Edificato dai principi Caracciolo di Pettoranello, è ubicato esattamente di fronte alla Cattedrale, ed è noto nella città per aver ospitato dal 26 al 29 ottobre 1860 il re Vittorio Emanuele II, come ricordato da una targa commemorativa. Anch'esso fu vittima dei bombardamenti aerei, che ne danneggiarono una parte.
Appartiene oggi per successione ereditaria ai baroni Caracciolo de Gemmis.

### Altro
Il monumento equestre di Fiesole raffigurante lo Storico Incontro, realizzato nel 1906 dallo scultore Oreste Calzolai, fu commissionato all'artista dal Comune di Teano. Ma a lavoro ultimato, a causa dell'ingente somma per la fusione ed il trasporto, l'amministrazione del tempo vi rinunciò e il monumento venne acquisito dal comune fiorentino.
La città detiene un primato particolare: il centro commerciale Sidicinum è il primo in Italia dotato di una cappella per pregare.

### Aree naturali
- Parco regionale di Roccamonfina-Foce Garigliano

## Società

### Evoluzione demografica
Abitanti censiti

### Etnie e minoranze straniere
Al 31 dicembre 2023 la popolazione straniera era di 345 persone, pari al 3,71% degli abitanti.

## Cultura
La sceneggiatura del film Due soldi di speranza di Renato Castellani fu frutto delle conversazioni tra il regista e Antonio Celentano, un giovane teanese (nel film Antonio Catalano), sulla base del suo racconto di vita. Luoghi, personaggi e situazioni sono riferimenti alla Teano del dopoguerra.

### Istruzione
Teano si presenta come un centro polifunzionale in cui sono presenti:
- cinque plessi di Scuola dell'infanzia;
- un circolo didattico comprendente quattro plessi di Scuola Primaria articolato in un istituto centrale "Giuseppe Garibaldi" e tre plessi periferici;
- il distretto scolastico n. 20, la scuola media "Vincenzo Laurenza" (a cui si è accorpata la vecchia "Stefano Delle Chiaje"), comprendente due istituti, di cui uno la succitata ex Stefano Delle Chiaje, ISISS Marconi e una sezione distaccata presso Versano;
- l'Istituto professionale alberghiero (IPSSART), che richiama studenti da tutta la provincia di Caserta e da quella di Napoli;
- l'ISISS "Ugo Foscolo", comprendente diversi indirizzi quali: Geometra; Liceo Classico ex "A. Nifo"; Liceo Scientifico; Liceo Scienze Umane; IGEA (Ragioneria); Marketing; Territoriale Ambientale.

### Musei
- Museo archeologico di Teanum Sidicinum

### Eventi
Il Teano Jazz è un appuntamento ormai consolidato e richiama artisti di fama internazionale.

## Geografia antropica

### Frazioni

#### Carbonara (262 m s.l.m. - 302 ab.)
Carbonara, ha origini molto antiche che risalgono al periodo delle lotte fra i Sidicini e gli Aurunci per il predominio del territorio.
Il paese certamente deve il suo nome al mestiere del carbonaio, una volta molto diffuso assieme a quello del boscaiolo, in seguito alla presenza di un bosco di oltre 120 are, il "Bosco Paradiso" oggi trasformato in castagneto. Di tale bosco resta come simbolo una grande quercia spagnola (Quercus crenata), ibrido tra cerro e quercia da sughero, la cui circonferenza del tronco supera i 6 m e secondo la tradizione avrebbe più di 400 anni.
I carbonaresi, fino agli anni ottanta erano molto legati economicamente a questo bosco dove svolgevano la loro attività di boscaioli, dal quale si ricavavano in grande quantità legna e carbone. La presenza di un'ultima famiglia di carbonai, i Vallo provenienti da Grottabbondante (Isernia), si fa risalire agli anni 1990-1991.
Sulla vicina collina di Monte Lucno sorge il santuario dedicato alla Madonna di Costantinopoli e il monastero, ora diroccato, ove nell'883 si rifugiarono i monaci dell'abbazia di Montecassino.

#### Casafredda (375 m - 426 ab.)
Casafredda è situata sulla strada provinciale che porta a Roccamonfina. Circondata da castagneti secolari, è divisa in cinque contrade: Preta, Truoppo, Criscio, Corteciceri e Orsa. In epoca antica il paese originario era Preta, sede del feudo di Casafredda, che ancora oggi mostra i resti delle mura di cinta e delle porte di accesso delimitate da archi.
Vi si trova una chiesa costruita nel 1720 e dedicata a San Pietro, patrono del paese. Il campanile di epoca più recente (1957) ha sostituito la vecchia torretta campanaria posta sulla chiesa. Nella contrada Orsa vi sono i ruderi della chiesetta di San Marco, con i resti di un affresco.

#### Casale (285 m - 362 ab.)
Casale si trova a nord di Teano, in una zona collinare ricca soprattutto di castagneti, vigneti e uliveti.
Secondo la toponomastica il nome "Casale" avrebbe chiare origini storiche e risalirebbe al IV - III secolo a.C. allorquando, durante le lotte di predominio tra gli Aurunci e i Sidicini, alcuni di questi avrebbero abbandonato il centro per trovare rifugio nelle zone circostanti ove avrebbero costruito i primi "casali".

#### Casi (252 m - 473 ab.)
L'abitato di Casi, ubicato ad ovest di Teano e probabile sede di un pagus del territorio sidicino, si trova ai piedi dell'omonimo monte ed è sovrastato da una cupola di tufo nefritico appartenente ad una bocca della cinta calderica del complesso vulcanico di Roccamonfina. In seguito alle ultime manifestazioni vulcaniche, l'area fu interessata da fenomeni effusivi che determinarono l'accumularsi di strati di ignimbrite trachifonolitica, ossia tufo grigio campano.
Storicamente è famosa per il cosiddetto "Grottone" a quota 260 m s.l.m., un'enorme cavità artificiale aperta in un banco di piperno. Con molta probabilità da questa cava sono stati estratti i blocchi per la realizzazione della cinta muraria di Teano.
Poco ad est del paese di Casi, in località Acciariello, nelle vicinanze di un corso d'acqua e di un'antica strada diretta a Teano, si può intravedere tra la vegetazione una grande parete verticale di tufo dai toni giallastri. Non è da escludere che l'estrazione del tufo sia proseguita in epoca romana e nel Medioevo, comunque è certo che gli ultimi materiali da essa cavati siano stati quelli impiegati nella ricostruzione della cattedrale romanica di Teano e della curia vescovile, ambedue devastate dai bombardamenti dell'ultimo conflitto mondiale.

#### Fontanelle (330 m - 397 ab.)
Nelle campagne della frazione è stata ritrovata una stele risalente al II secolo a.C. con un'iscrizione osca di un certo Numerius Cattius, attualmente esposta nel Museo archeologico di Teano. Le tracce dell'epoca romana le ritroviamo ancora oggi nei resti della via Adriana, che attraversava il territorio mettendo in comunicazione la via Appia e la via Latina.
L'attuale abitato si sviluppa nel XVI secolo, la parte più antica è contrada Rocci. Nella chiesa del paese (già riportata in una cartina diocesana del 1635), si trova un battistero datato 1579.
Durante il secondo conflitto mondiale, i tre fratelli Girolamo, Agnese e Salvatore De Biasio, più un loro amico Alfredo Dragone, furono trucidati dalle truppe tedesche intenzionate a vendicare l'uccisione di un loro commilitone.
Vi è anche una leggenda: quella di "Centofinestre", che racconta di una sontuosa villa sidicina ricca di fontane (da cui probabilmente nacque il nome del paese).

#### Furnolo (338 m - 318 ab.)
Il paese ha origini molto antiche. Il perché di questo nome sembra che sia dovuto, secondo alcune leggende, alla zona vicina al Savone che ancora oggi si chiama Boccaladroni, dove c'era un covo di briganti. Gli abitanti del luogo, chiamarono il paese così, perché non volevano ladri nel loro territorio (dal latino fur-furis = ladro; nolo = non voglio). 
Dista da Teano circa 5 km ed è formata da 3 borghi: Furnolo, Gloriani e Chiovari. Quest'ultimo è il nucleo più antico, e mostra ancora costruzioni medioevali. Vi si trova anche la chiesetta dell'Annunciazione, con un affresco omonimo.
Il territorio si estende sul Monte Lucno, che secondo le interpretazioni deriverebbe da mons a lux noetis, monte della luce di notte. Nonostante alcuni storici locali ritengano verosimile che il vulcano fosse attivo fino al IV secolo d.C., i dati scientifici non suffragano questa ipotesi, dato che tutte le attività eruttive del complesso vulcanico di Roccamonfina sono cessate circa 50.000 anni fa.
Il terreno fertile ed il clima mite permettono la coltivazione del castagno, dell'ulivo, del nocciolo e del ciliegio.

#### Pugliano (167 m - 547 ab.)
Pugliano è situata a SW di Teano, con quasi 600 abitanti sparsi su una buona fetta di territorio, nota nell'hinterland per la coltura dell'olivo e la produzione di olio, oltre che a una discreta estensione di frutteti (in particolare pesche e ciliegie). L'etimologia stessa del nome, anche se incerta e poco attendibile (dal latino polluo = macchiare, insozzare, lordare), potrebbe riferirsi alla proprietà di ungere caratteristica dell'olio.
Molto scarse e poco attendibili le notizie storiche inerenti alle origini di Pugliano. Indubbiamente deve essere sorta come insediamento rurale per quanti, agricoltori e non, dovendo raggiungere le postazioni lavorative, preferirono stabilirsi sul posto evitando in questo modo il pendolarismo. Di fatto essa è sorta come fusione di due borgate (ancora oggi ben individuabili), Borgo e Casa Gigli. La prima, posta più a nord e più in basso rispetto all'altra, è leggermente più abitata e conserva alcune tracce architettoniche databili intorno alla seconda metà del Settecento. Nella seconda, esposta a sud e più in alto al confine con San Marco, sono presenti alcune strutture risalenti ad un periodo precedente (seconda metà del Seicento).
Tra le varie strutture spicca la cappella dedicata a “Maria SS. degli Angeli” di proprietà di una congrega ormai estinta, posta sul corso e recentemente restaurata grazie alla buona volontà e l'impegno dei puglianesi che hanno voluto riportarla al suo vecchio splendore. La cappella non è molto grande (quasi 30 metri quadri) e prima del restauro era un rudere fatiscente. Nel periodo della seconda guerra mondiale e dell'immediato dopoguerra, essa era assiduamente frequentata per celebrazioni di culto (vista l'inagibilità dell'attuale chiesa parrocchiale), diventando così il cuore stesso della borgata.
Salendo verso Casa Gigli è possibile notare quello che rimane della residenza episcopale, fatta costruire dal vescovo Broya verso la metà del Seicento per la permanenza estiva degli alti prelati, godendo della frescura unita a un ampio panorama. Più avanti c'è la casa della famiglia Gigli (dal quale prende il nome la borgata) i quali la passarono ai loro fattori, la famiglia Messa. Attualmente lo stabile è in stato di abbandono e anch'esso rischia di andare in rovina.
Scendendo verso San Marco è possibile vedere il vecchio frantoio che era in passato centro di attività per tutta la borgata, nonché il simbolo stesso dell'intera frazione.

#### San Giuliano (270 m - 121 ab.)
San Giuliano sorse verso il X secolo a causa, come quasi tutte le altre frazioni, delle diverse invasioni barbariche, tra cui quella dei Saraceni o Musulmani.
Questi dimorarono per oltre 40 anni presso il Garigliano, depredando l'agro Teanese e Capuano. A tali invasioni si aggiunsero anche la peste e gli incendi, specie quello del 1063, che uccise mezza città. Quindi la maggior parte degli abitanti Sidicini cercarono rifugio sui colli e nelle campagne, ed in luoghi meno accessibili a queste orde devastatrici.
San Giuliano è attraversata dalla via Adriana, e giace in amena ed incantevole posizione topografica, da cui si ammira tutta l'estesissima pianura campana, il mar Tirreno, il Vesuvio, i Camaldoli, le città di Capua, Santa Maria Capua Vetere e Caserta, nonché le isole di Ischia, Procida, Capri e Nisida.
La maggior parte di questa borgata è edificata sopra ruderi di antiche fabbriche, e ivi sono stati dissotterrati molti oggetti di terracotta come pignatte, ziri, anfore, lucerne, vasi etruschi di varia forma, ampolline di vetro ed anche diverse monete romane. La chiesa parrocchiale con due affreschi, è stata probabilmente costruita fra il Cinquecento e il Seicento, poiché le due campane della chiesa furono fuse una nel 1618 (la più piccola) e l'altra nel 1620 (che poi si ruppe nel 1896), riportante la scritta Sancte Iuliane ora pro nobis.
Le risorse del paese sono l'allevamento di animali e la coltivazione di cereali, vite, olive, castagne, arance.
Siccome giaceva in stato di abbandono non avendo comunicazione con Teano né vie trafficate dal commercio, nel 1857 per ordine del re Ferdinando II venne costruita l'attuale strada, rimanendo così il villaggio giusto a metà fra Teano e Sessa Aurunca.
La località è nota per essere stata teatro della Battaglia di San Giuliano, in cui il 26 ottobre 1860 si scontrarono le truppe borboniche e quelle garibaldine.

#### San Marco (175 m - 624 ab.)

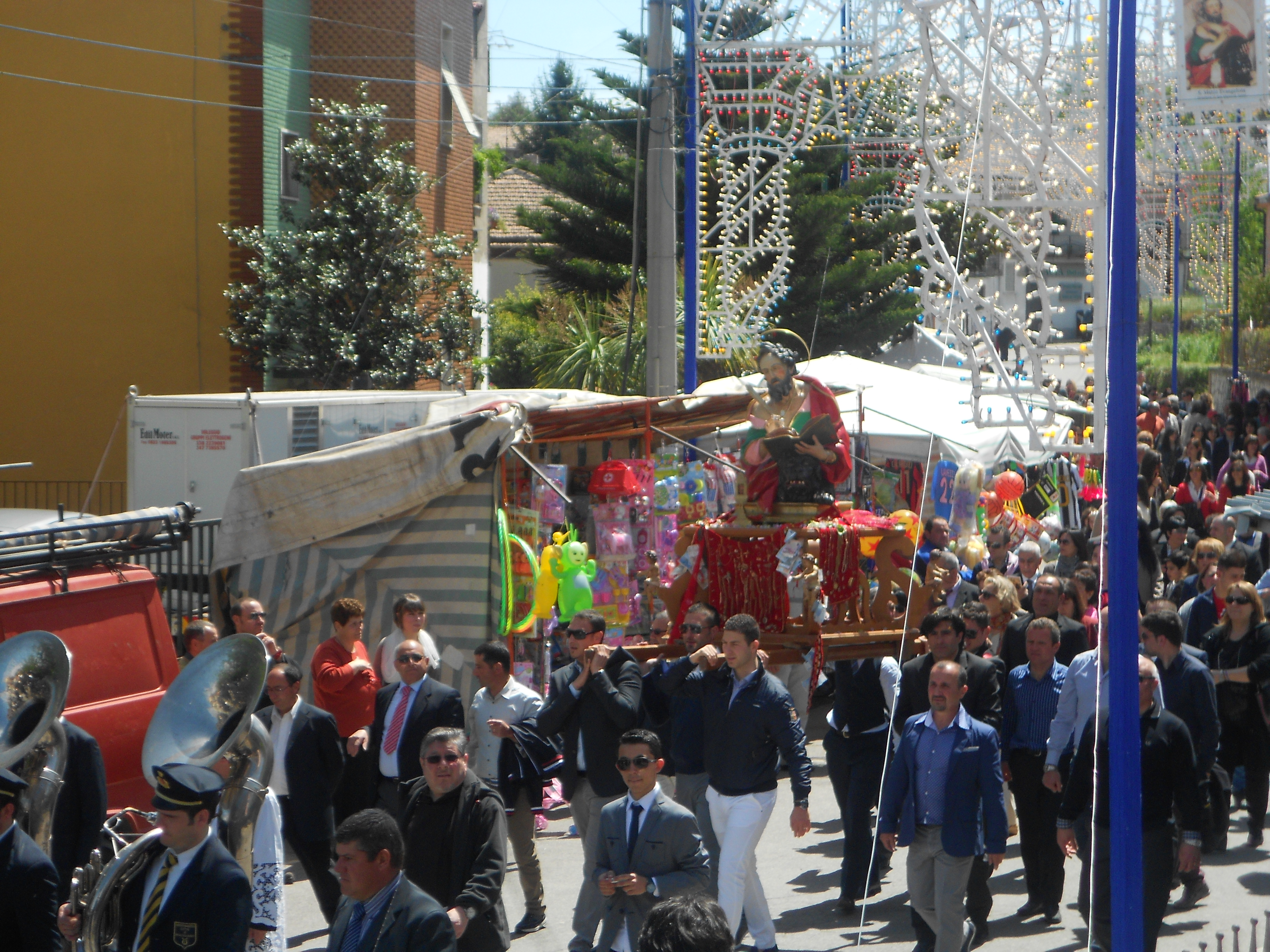
Ogni anno il 25 aprile a San Marco di Teano si svolge la processione dedicata a San Marco evangelista.

Il primo insediamento stabile di cui si hanno notizie è quello di alcune ville romane di cui si possono ancora rinvenire delle tracce. Esse dovevano essere abbastanza grandi, con numerosi schiavi e in posizione panoramica. La prima si trova in località "Acquaruoli" e ne resta solo l'antica cisterna. L'altra si trova in località "Pergola" e la sua cisterna ha dato luogo alla leggenda della grotta dei briganti.
Durante le invasioni barbariche, i boschi e la sommità delle colline offrirono qualche rifugio alla popolazione della zona.
Nel Seicento, sotto la dominazione degli spagnoli ci fu un certo risveglio, portato in paese dai monaci che costruirono i due conventi di "Meduni" e della "Masseriola". Il primo è stato spianato dopo la vendita da parte dei proprietari e, nello scavo, vennero trovati due sarcofagi in terracotta (poi distrutti), oggi resta solo una parte della grotta che fungeva da frantoio per le olive. Il secondo, fortunatamente, è in buono stato di conservazione con gli affreschi della chiesetta del convento.
Anche la chiesa parrocchiale è dello stesso periodo. Infatti le prime notizie su di essa risalgono al 1614. Il campanile è di epoca recente, venne fatto costruire dopo il 1800 dal sacerdote don Giacomo Messa, mentre su una delle campane è incisa la data del 1748. Ciò farebbe pensare che precedentemente ci sia stato un campanile più piccolo. Le navate della chiesa sono attualmente tre, la centrale è più ampia, forse perché era la sola esistente in origine, alla quale man mano si sarebbero aggiunte le altre due.
San Marco sorge su alcune colline al margine del gruppo vulcanico di Roccamonfina. Tale gruppo montuoso, che culmina nel monte Santa Croce (1006 m), è di origine sottomarina e iniziò la sua attività nell'Era Terziaria (circa 50-60 milioni di anni fa). L'accumulo di materiale eruttivo e il movimento della crosta terrestre fecero emergere l'intera zona e le eruzioni continuarono per quasi tutta l'Era Quaternaria, estinguendosi definitivamente qualche millennio prima dell'Era storica. Le eruzioni del cratere laterale nel monte Supraro (507 m) affiorano con rocce basaltiche in località Acquaruoli e nella collina di Pergola. Nelle valli e nella pianura di Maiorisi si trovano numerosi banchi di tufo e scorie vulcaniche che si sono consolidate degli strati inferiori. Vi sono poi sovrapposte, specialmente nelle zone pianeggianti, formazioni sedimentarie e alluvionali di epoca più recente. I terremoti, le sorgenti minerali e le mofete sono residue manifestazioni dell'attività vulcanica.
Il territorio, dai 50 m s.l.m. del fosso di Francolise in cui scorre il Savone, che lo cinge a sud, si estende verso nord ed est prima con la pianura di Maiorisi e poi si eleva verso San Marco culminando nella panoramica collina degli Acquaruoli (250 m).

#### Versano (255 m - 311 ab.)
Versano è una delle frazioni più popolate ed estese del comune di Teano. Le scuole sono frequentate non solo dai bambini che abitano il centro, ma anche da quelli delle frazioni vicine.

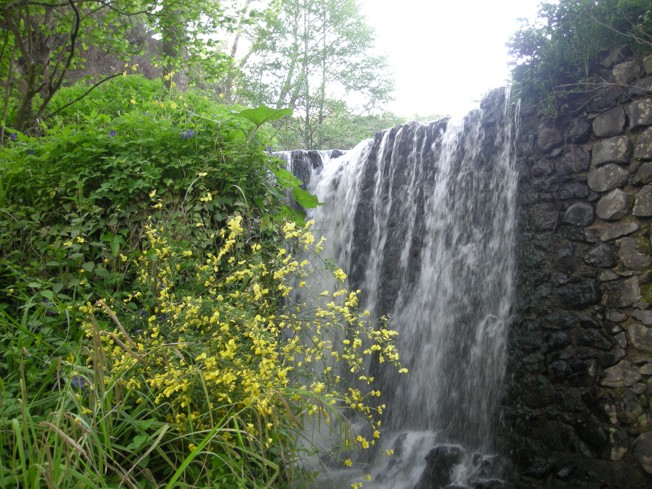
Cascata del fiume Savone nel comune di Teano

L'economia si basa principalmente sull'agricoltura e sull'artigianato. La sua superficie territoriale, ampia e articolata, vede il rigoglio di ogni tipo di coltura: dai boschi del monte "Paradiso" alle terre cerealicole delle zone pianeggianti, dagli uliveti ai funghi e agli ineguagliabili grappoli d'uva.

#### Altre frazioni
- Borgonuovo (185 m s.l.m. - 259 ab.)
- Cappelle (278 m - 92 ab.)
- Casamostra (250 m - 292 ab.)
- Cipriani (168 m - 121 ab.)
- Gloriani (299 m - 40 ab.)
- Magnano (350 m - 55 ab.)
- Maiorisi (71 m - 75 ab.)
- San Giulianeta (100 m - 113 ab.)
- Santa Maria Versano (224 m - 225 ab.)
- Taverna Zarone (158 m - 82 ab.)
- Teano Scalo (76 m - 468 ab.)
- Tranzi (90 m - 73 ab.)
- Tuoro (333 m - 120 ab.)

## Economia
Ricca di sorgenti e di boschi che coprono un vasto territorio di origine vulcanica, Teano seppe sfruttare sin dall'antichità le sue risorse naturali con numerosi edifici termali (famosissima già dall'epoca pre-romana la sorgente termale delle Caldarelle, a circa 1 km dal centro) e con una miriade di opifici (mulini, frantoi, piccole concerie) disseminati lungo l'incantevole corso del Savone, con le sue cascate (naturali ed artificiali) che alimentavano i numerosi mulini e le sue rinomate ferriere. Il fiume venne appunto chiamato "Savone delle Ferriere".
L'agricoltura si è andata specializzando e dà lavoro a una parte considerevole della popolazione. Essa, da sempre specializzata nella produzione di ottimi vino ed olio, è oggi indirizzata prevalentemente verso la frutticoltura (soprattutto mele, pesche ed albicocche) e la produzione di nocciole e castagne, il tutto favorito dalla mitezza del clima e dal fertilissimo terreno vulcanico.
Il settore industriale, invece, vive la crisi occupazionale, come nelle altre zone del Mezzogiorno e di tutta l'Italia, che ha causato un incremento del numero dei disoccupati. Ciò ha determinato, negli ultimi tempi, un forte fenomeno d'immigrazione verso aree produttive del nord.
Tra le attività più tradizionali vi sono quelle artigianali, che pur non essendo diffuse come nel passato non sono del tutto scomparse, e si distinguono per l'arte della ceramica.

## Infrastrutture e trasporti
La città è raggiungibile mediante arterie viarie, autostradali e ferroviarie.

### Strade
Teano sorge tra due grandi arterie stradali, la via Casilina e la via Appia, e dista 9 km dall'uscita autostradale di Caianello (A1) e 14 km dalla successiva uscita di Capua. A metà strada tra le due uscite sorgono le due aree di servizio Teano Est e Teano Ovest.

### Ferrovie
Teano è attraversata dalla linea ferroviaria Roma-Cassino-Napoli; la stazione è situata nella frazione Teano Scalo, a 2 km dal centro. Fino al 1957, il comune era servito anche dalla fermata di Maiorisi, nell'omonima frazione, sulla ferrovia Sparanise-Gaeta.

## Amministrazione
Nel seguente elenco sono riportati i responsabili dell'amministrazione civica di Teano dal 1985 ad oggi:
| Periodo | Periodo   | Primo cittadino           | Partito                   | Carica      | Note |
| ------- | --------- | ------------------------- | ------------------------- | ----------- | ---- |
| 1988    | 1990      | Raffaele Achille Picierno | Democrazia Cristiana      | Sindaco     |      |
| 1990    | 1991      | Mario Toscano             | Democrazia Cristiana      | Sindaco     |      |
| 1991    | 1995      | Ciro Balbo                | Democrazia Cristiana      | Sindaco     |      |
| 1995    | 1999      | Raffaele Achille Picierno | Partito Popolare Italiano | Sindaco     |      |
| 1999    | 2002      | Guido Zarone              | Alleanza Nazionale        | Sindaco     |      |
| 2002    | 2002      | Francesco Provolo         |                           | Comm. pref. |      |
| 2002    | 2003      | Francesco Provolo         |                           | Comm. str.  |      |
| 2003    | 2008      | Raffaele Achille Picierno | Lista civica (L'Ulivo)    | Sindaco     |      |
| 2008    | 2013      | Raffaele Achille Picierno | Lista civica (PD)         | Sindaco     |      |
| 2013    | 2018      | Nicola Di Benedetto       | Lista civica              | Sindaco     |      |
| 2018    | 2021      | Alfredo D'Andrea          | Lista civica (PD)         | Sindaco     |      |
| 2021    | 2022      | Vincenzo Lubrano          |                           | Comm. pref. |      |
| 2022    | in carica | Giovanni Scoglio          | Lista civica              | Sindaco     |      |

### Gemellaggi
- Calatafimi Segesta, dal 2009;[40]
- Camogli, dal 2009;[40]
- Quarto dei Mille, dal 2010 (patto di amicizia);[41][42]
- Marsala, dal 2010 (patto di amicizia).[41][42]

### Altre informazioni amministrative
Sino al 2008 Teano ha fatto parte della comunità montana Monte Santa Croce.

## Sport

### Calcio
Hanno sede nel comune le seguenti società di calcio:
- Teano Calcio 1939, che milita in Prima Categoria, è la principale società calcistica della città. Nota comunemente come "Zupo", derivante dalla storica denominazione U.S. Enrico Zupo Teano poi modificata in quella attuale, gioca le partite interne al campo sportivo "Giuseppe Garibaldi". I colori sociali sono il rosso e il verde, la maglia è tradizionalmente a strisce verticali. Lo stemma è quello comunale, però inquartato di rosso e di verde.[44]
- Pugliano Calcio, che milita in Terza Categoria, società nata nel 2023 con sede nella frazione di Pugliano. Gioca le partite interne al campo sportivo "Giuseppe Garibaldi" di Teano. I colori sociali sono il giallo e il verde.
- G.S. Casale di Teano, inattiva dal 2016[45], dopo aver disputato ininterrottamente per oltre due decenni il campionato di Seconda Categoria.

### Impianti sportivi
Il principale impianto sportivo del comune è il "Giuseppe Garibaldi", che oltre al campo da calcio, è dotato di campi da tennis ed un campo da calcio a 5, fruibile anche per la pallacanestro. Adiacente al plesso scolastico "Garibaldi" vi è anche una palestra comunale, che ospita un campo per la pallavolo.

### Eventi sportivi
Il 17 maggio 2007, in occasione del 90º Giro d'Italia dedicato a Giuseppe Garibaldi Teano ha ospitato la partenza della quinta tappa, la Teano-Frascati di 173 km. Nel 44º Giro d'Italia (disputato nel 1961, Centenario dell'unità d'Italia) fu sede di arrivo. La tappa era l'undicesima, la Potenza-Teano di 252 km, vinta da Pietro Chiodini.